# Dilberjin Tepe
Le site de Dilberjin Tepe ou Delbardjen Tapa est un site archéologique afghan localisé au nord-ouest du pays.
Signalé à la fin du XIXe siècle puis au début des années 1920, le site a fait l'objet de fouilles dans les années 1970 par une équipe soviéto-afghane.

## Localisation et géologie du site
Le site est situé au nord-est d'Aqchah, sur la route de Balkh au bac situé sur l'Amou-Daria. Le site est localisé à 40 km au nord-ouest de l'antique ville de Bactres.

## Histoire

### Histoire ancienne
Le nom du site signifie « colline de la fée ravissante ».
Le site est occupé dès l'époque achéménide (VI-IVe s. av. J.-C.), puis sous les Kouchans (Ier-IIIe s. ap. J.-C.) et les Kouchano-Sassanides (Ve siècle ap. J.-C.).

### Histoire contemporaine et redécouverte
Les ruines sont découvertes dans les années 1880 et signalées par Alfred Foucher en 1922.
Irina Kuglikova, Victor Sarianidi et S. Mustamandi l'explorent de 1970 à 1977.
Les fouilles permettent de dégager un marbre et des « fresques d'influence sassanide » qui sont transportées au Musée national afghan de Kaboul à la fin des années 1990.

## Description et interprétation

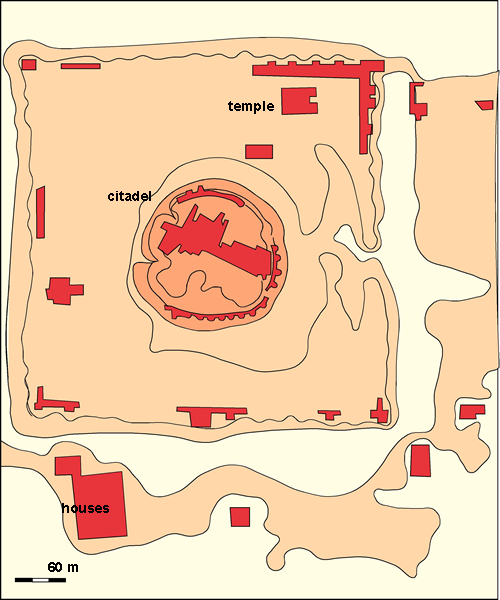
Plan de la cité de Dilberjin.

Le site urbain possédait une enceinte et une fortification. La ville carrée mesurait 383 m de côté et un temple était situé sur sa partie haute.
Les fresques retrouvées lors des fouilles archéologiques comportent des personnages portant des vêtements « de type cenre-asiatique ». Une des fresques a été interprétée comme représentant les Dioscures et la fouilleuse interprète le site comme « un temple d'époque gréco-bactrienne » ; cette interprétation est démentie par la suite par les découvertes numismatiques et céramologiques.
Les plans publiés ont varié et selon Gérard Fussman, qui évoque une « fouille mal conduite » on est face à « une volonté de trouver à Dilberjin un édifice gréco-bactrien pour faire pièce aux trouvailles d'Aï Khanum et Takht-I-Sangin ».

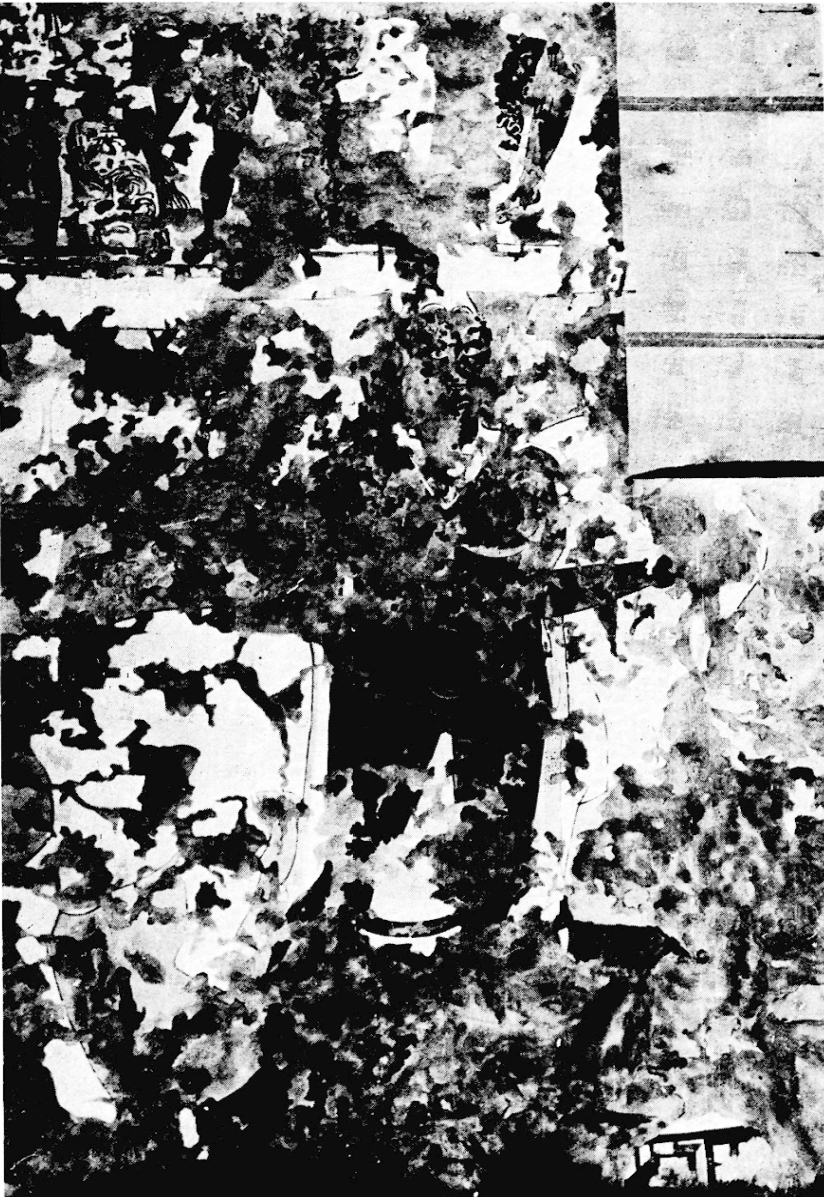
Fresque dite des Dioscures
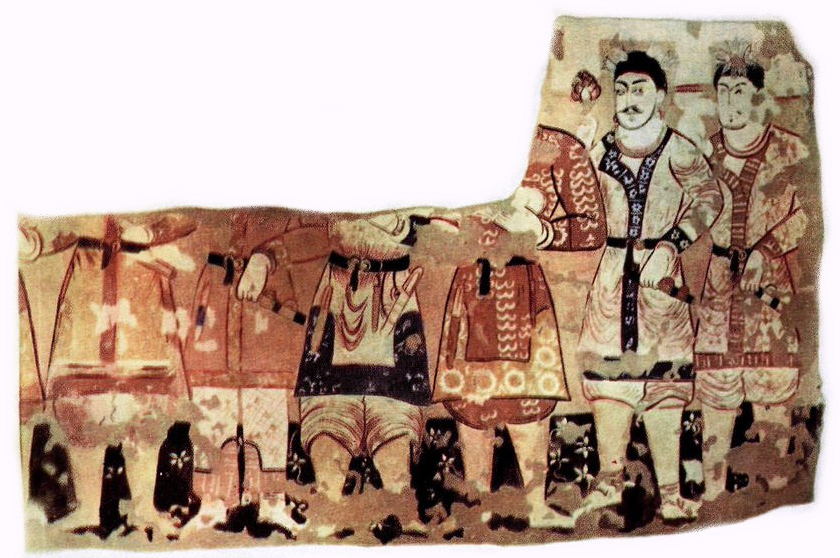
Fresque du Ve – VIe siècle ap. J.-C.
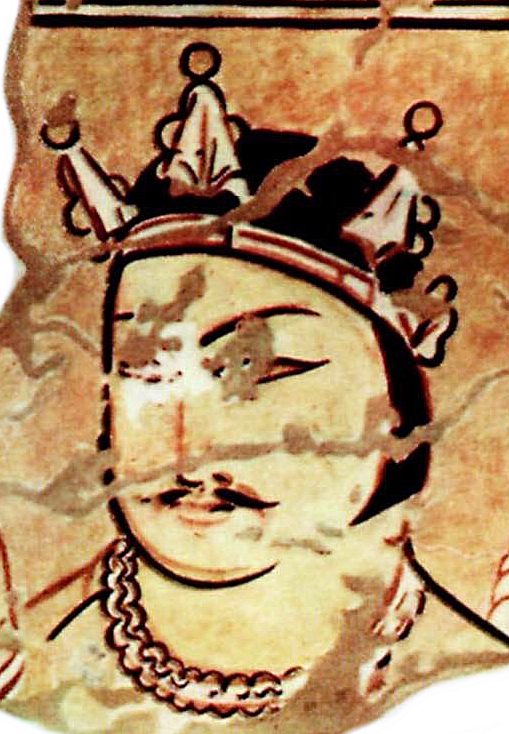
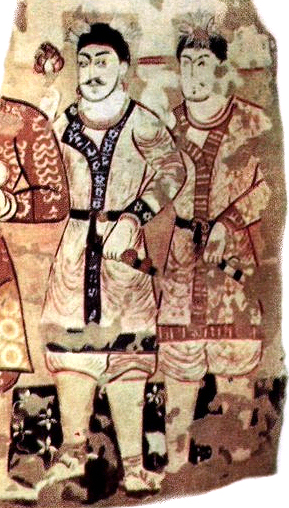
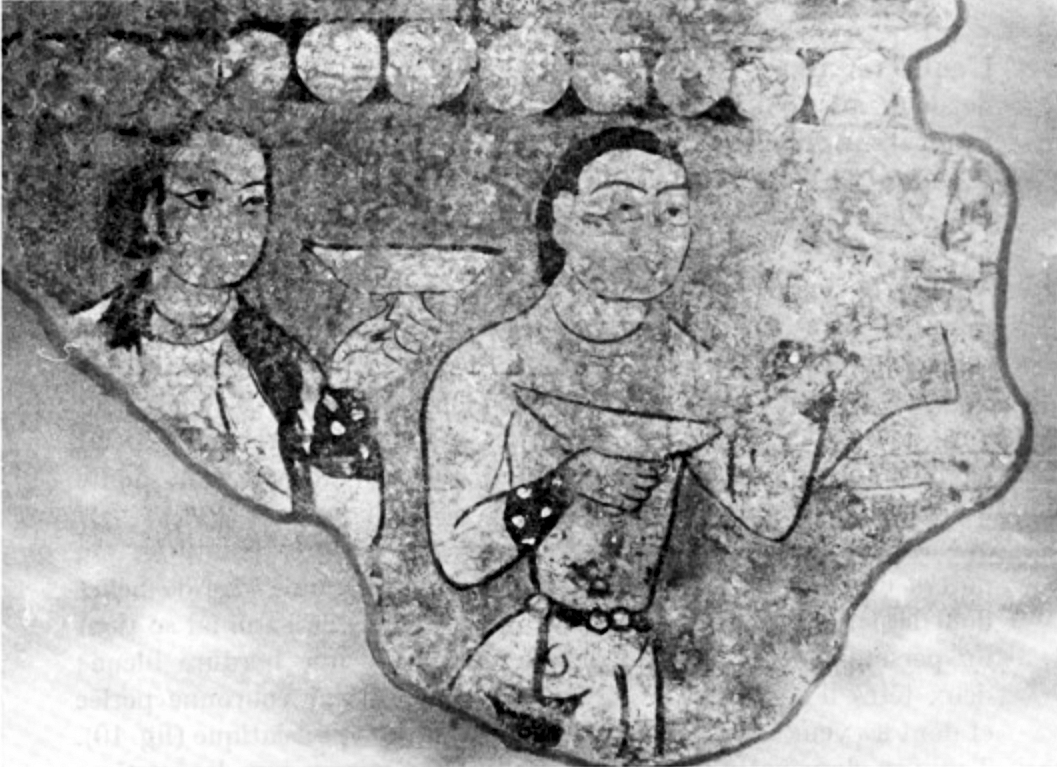
Donateurs porteurs de coupes
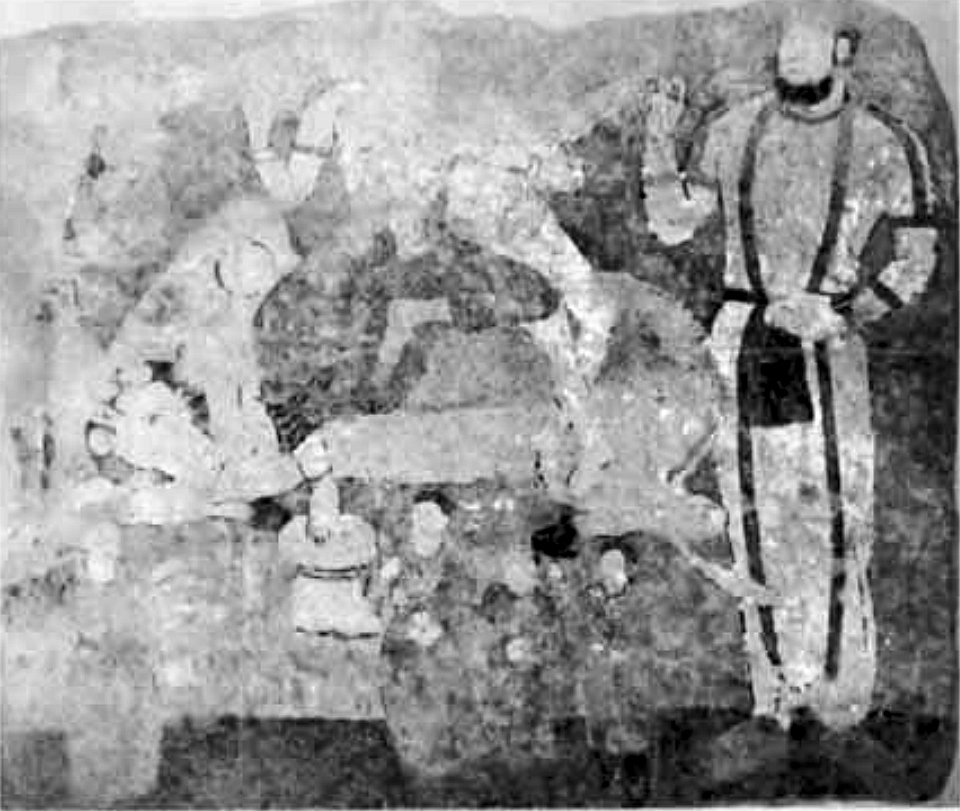
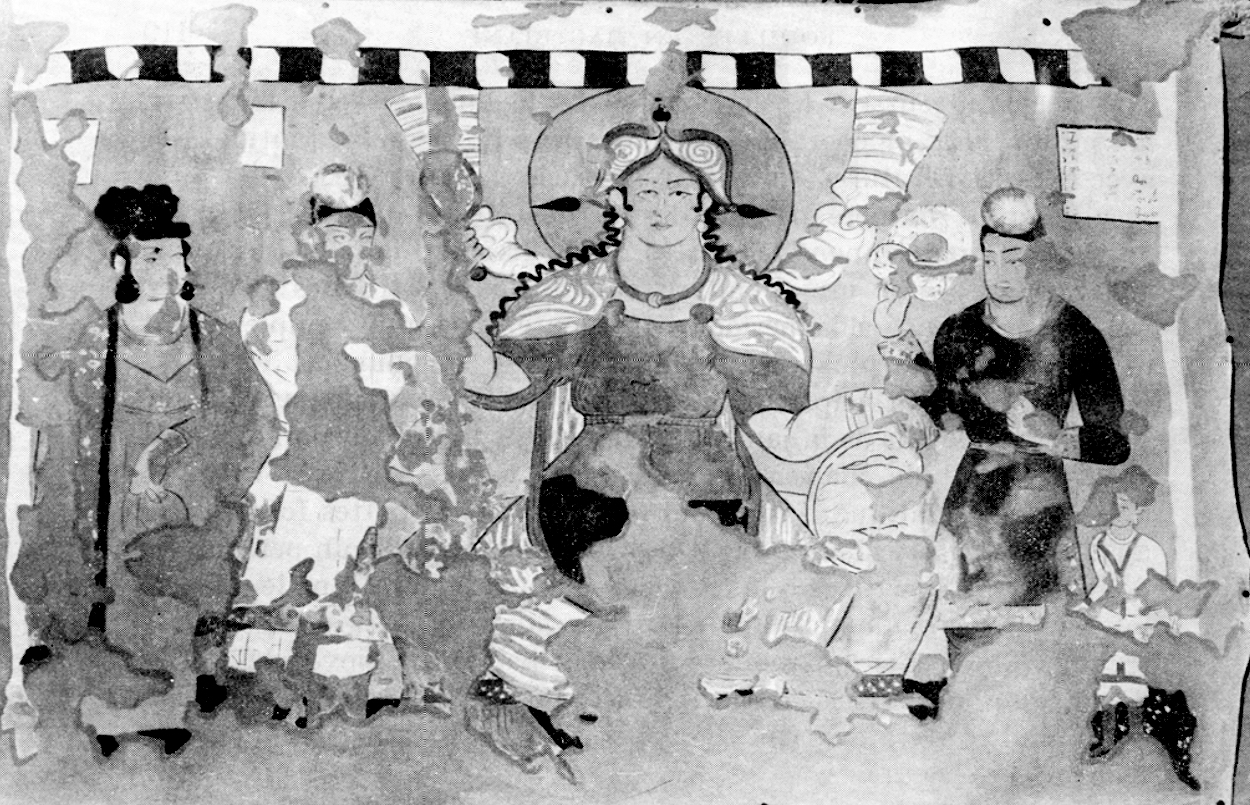
Fresque du VIIe – VIIIe siècle ap. J.-C.
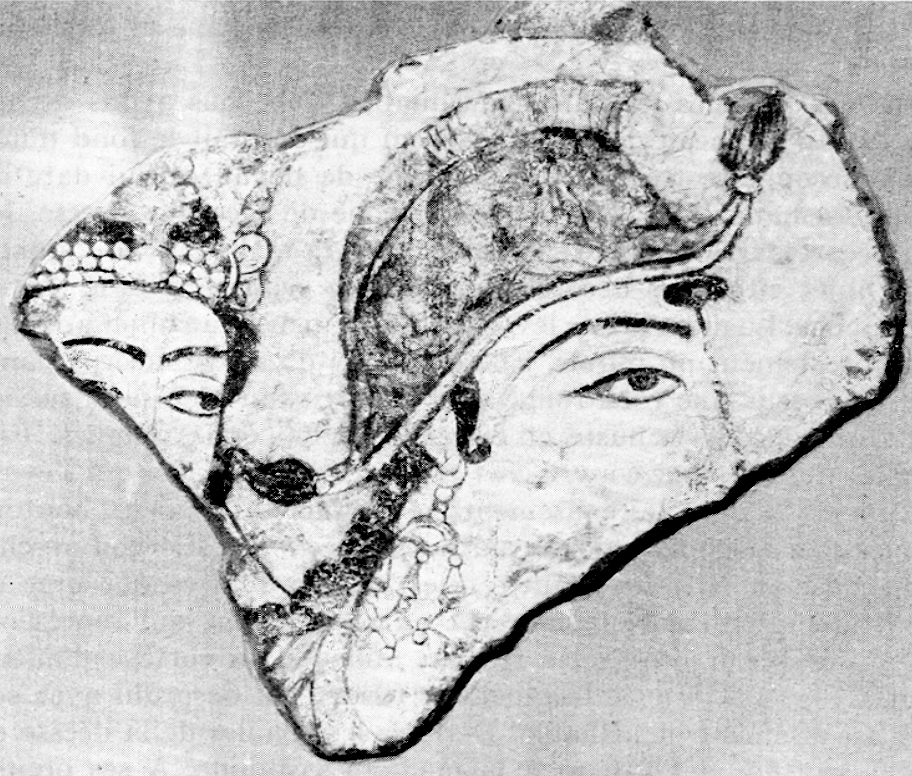
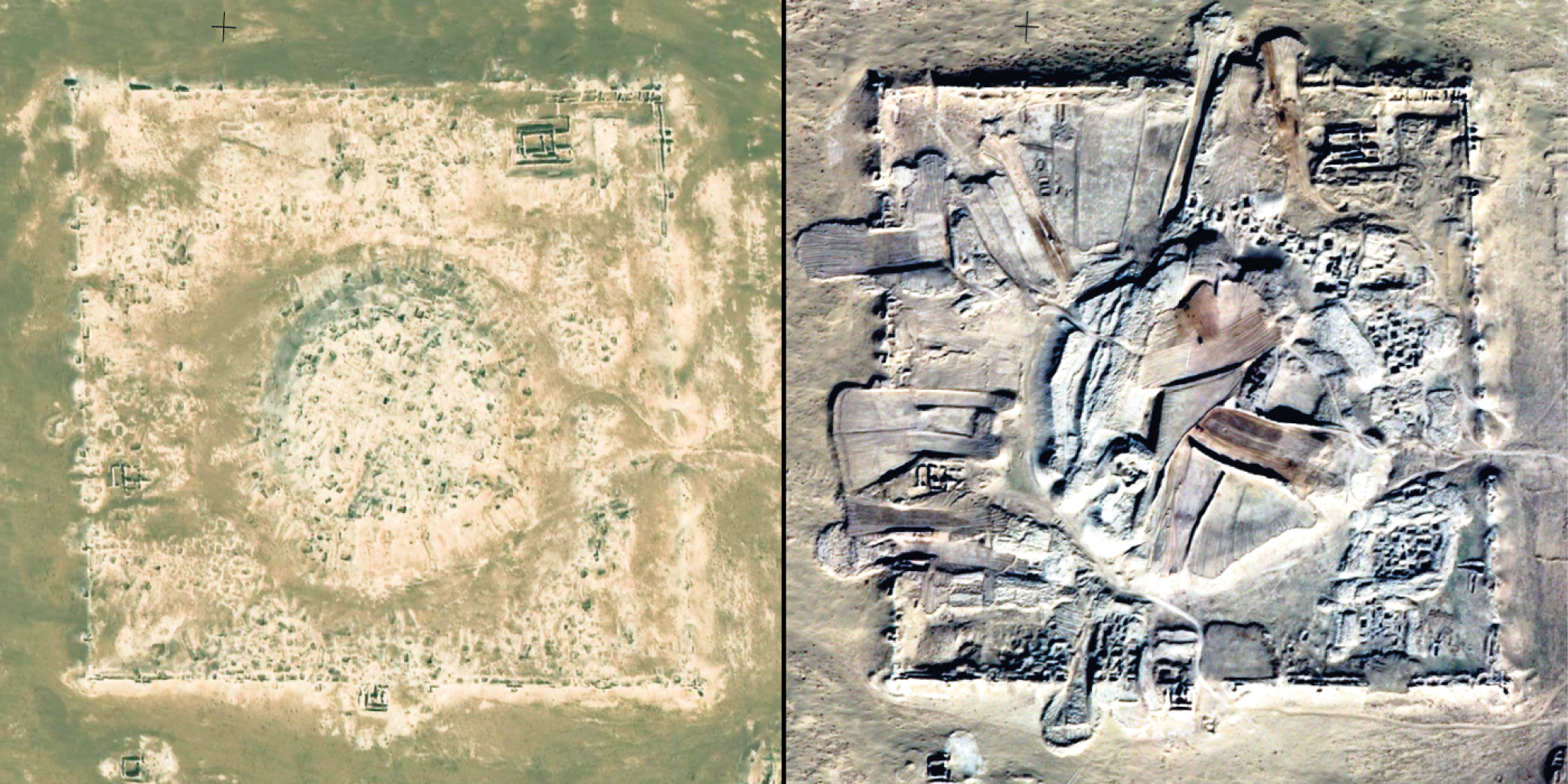
Destruction du site (photos satellite)